# Torneo de Candidatas 1994
El Torneo de Candidatas de 1994 fue un torneo de ajedrez de para decidir la retadora para el Campeonato Mundial Femenino de Ajedrez de 1996.

## Participantes
| Título                | Jugadora                   | Método de Clasificación                      | Notas                                                                                       |
| Torneo de Candidatas  | Torneo de Candidatas       | Torneo de Candidatas                         | Torneo de Candidatas                                                                        |
| --------------------- | -------------------------- | -------------------------------------------- | ------------------------------------------------------------------------------------------- |
| WGM                   | Nana Ioseliani             | Perdedora del Campeonato del Mundo 1993      |                                                                                             |
| GM                    | Zsuzsa Polgár              | Rating + Finalista Torneo de Candidatas 1992 |                                                                                             |
| GM                    | Judit Polgár               | Rating                                       |                                                                                             |
| Interzonal de Yakarta |                            |                                              |                                                                                             |
| GM                    | Maia Chiburdanidze         | 3º - 9º Torneo de Candidatas 1992            |                                                                                             |
| WGM                   | Qin Kanying                | 3º - 9º Torneo de Candidatas 1992            |                                                                                             |
| WGM                   | Alisa Marić                | 3º - 9º Torneo de Candidatas 1992            |                                                                                             |
| WGM                   | Irina Levitina             | 3º - 9º Torneo de Candidatas 1992            | No pudo asistir                                                                             |
| WGM                   | Wang Pin                   | 3º - 9º Torneo de Candidatas 1992            |                                                                                             |
| GM                    | Nona Gaprindashvili        | 3º - 9º Torneo de Candidatas 1992            | No participó por la repentina muerte de su esposo                                           |
| WGM                   | Peng Zhaoqin               | 3º - 9º Torneo de Candidatas 1992            |                                                                                             |
| WGM                   | Susan Arkell               | Zonal 1.1                                    |                                                                                             |
| WIM                   | Vera Jürgens               | Zonal 1.2a                                   |                                                                                             |
| WIM                   | Masha Yarmolinskaya        | Zonal 1.2b                                   |                                                                                             |
| WIM                   | Viktoria Johansson         | Zonal 1.3                                    |                                                                                             |
| WGM                   | Cristina Foișor            | Zonal 1.4                                    |                                                                                             |
| WIM                   | Martina Holoubková         | Zonal 1.4                                    |                                                                                             |
| WGM                   | Margarita Voiska           | Zonal 1.4                                    |                                                                                             |
| WGM                   | Adrienn Csőke              | Zonal 1.4                                    |                                                                                             |
| WIM                   | Anna-Maria Botsari         | Zonal 1.5a                                   |                                                                                             |
| WGM                   | Mirjana Marić              | Zonal 1.5a                                   | Se desconoce si las jugadoras yugoslavas jugaron un subzonal aparte.                        |
| WIM                   | Nino Khurtsidze            | Zonal 1.5b                                   |                                                                                             |
| WGM                   | Nino Gurieli               | Zonal 1.5b                                   |                                                                                             |
| WIM                   | Tatiana Shumiakina         | Zonal 1.6                                    |                                                                                             |
| WIM                   | Irina Kulish               | Zonal 1.6                                    |                                                                                             |
| WIM                   | Anda Šafranska             | Zonal 1.7a                                   |                                                                                             |
| WGM                   | Alisa Galiámova            | Zonal 1.7b/Rating                            | Se desconoce si se jugó un zonal, o si algunas de las jugadoras fueron clasificadas por Elo |
| WGM                   | Lidia Semenova             | Zonal 1.7b                                   | Se desconoce si se jugó un zonal, o si algunas de las jugadoras fueron clasificadas por Elo |
| WGM                   | Zoya Lelchuk               | Zonal 1.7b                                   | Se desconoce si se jugó un zonal, o si algunas de las jugadoras fueron clasificadas por Elo |
|                       | Yuliya Levitan             | Zonal 2.1                                    |                                                                                             |
| WIM                   | Beatriz Marinello          | Zonal 2.1                                    |                                                                                             |
| WIM                   | Julia Tverskaya            | Zonal 2.1                                    |                                                                                             |
| WIM                   | Nava Starr                 | Zonal 2.2                                    |                                                                                             |
| WIM                   | Claudia Amura              | Zonal 2.4                                    |                                                                                             |
| WIM                   | Bagyashree Sathe Thipsay   | Zonal 3.1                                    |                                                                                             |
| WIM                   | Lindri Juni Wijayanti      | Zonal 3.2                                    |                                                                                             |
| WIM                   | Xu Yuhua                   | Zonal 3.3                                    |                                                                                             |
| WIM                   | Fliura Uskova              | Zonal 3.4                                    |                                                                                             |
| WGM                   | Svetlana Matveeva          | Zonal 3.4                                    |                                                                                             |
| WIM                   | Caroline Bijoux            | Zonal 4.3                                    |                                                                                             |
| WIM                   | Krystyna Dąbrowska         | Mundial Juvenil Femenino 1992                | Sin Confirmar                                                                               |
| GM                    | Pia Cramling               | Rating                                       | Sin Confirmar                                                                               |
| WGM                   | Ketevan Arakhamia          | Rating                                       | Sin Confirmar                                                                               |
| WGM                   | Yulia Demina               | Rating                                       | Sin Confirmar                                                                               |
| WGM                   | Ainur Sofieva              | Reemplazo                                    |                                                                                             |
| WIM                   | Lisa Karlina Lumongdong    | Reemplazo/Local                              | Sin Confirmar                                                                               |
| WIM                   | Maria Lucia Ratna Sulistya | Reemplazo/Local                              | Sin Confirmar                                                                               |

## Interzonal
El Interzonal se disputó entre julio y agosto de 1993 en la ciudad de Yakarta. Se disputaron mediante un Sistema suizo donde las siete primeras (originalmente seis, pero al ya estar clasificada Zsuzsa Polgár mediante dos medios distintos, se otorgó una nueva plaza a la séptima clasificada) clasificarían al torneo de candidatas. Se desconoce con certitud el criterio de desempate (muchas fuentes aseguran que hubo un triangular de desempate entre Cramling, Foișor y Sofieva, lo cual es falso.)
| Pos | Jugadora                   | Elo  | Pts |
| --- | -------------------------- | ---- | --- |
| 1   | Ketevan Arakhamia          | 2440 | 9½  |
| 2   | Alisa Galiámova            | 2435 | 9   |
| 3   | Maia Chiburdanidze         | 2510 | 8½  |
| 4   | Peng Zhaoqin               | 2335 | 8½  |
| 5   | Alisa Marić                | 2405 | 8½  |
| 6   | Pia Cramling               | 2525 | 8   |
| 7   | Cristina Foișor            | 2360 | 8   |
| 8   | Ainur Sofieva              | 2390 | 8   |
| 9   | Anna-Maria Botsari         | 2245 | 7½  |
| 10  | Wang Pin                   | 2335 | 7½  |
| 11  | Svetlana Matveeva          | 2395 | 7½  |
| 12  | Nino Gurieli               | 2355 | 7   |
| 13  | Qin Kanying                | 2410 | 7   |
| 14  | Krystyna Dąbrowska         | 2240 | 7   |
| 15  | Lidia Semenova             | 2285 | 7   |
| 16  | Anda Šafranska             | 2290 | 7   |
| 17  | Margarita Voiska           | 2345 | 7   |
| 18  | Yulia Demina               | 2365 | 7   |
| 19  | Mirjana Marić              | 2305 | 6½  |
| 20  | Nino Khurtsidze            | 2325 | 6½  |
| 21  | Irina Kulish               | 2225 | 6½  |
| 22  | Tatiana Shumiakina         | 2320 | 6½  |
| 23  | Zoya Lelchuk               | 2340 | 6½  |
| 24  | Adrienn Csőke              | 2235 | 6½  |
| 25  | Yuliya Levitan             | 2270 | 6½  |
| 26  | Claudia Amura              | 2365 | 6   |
| 27  | Beatriz Marinello          | 2160 | 6   |
| 28  | Xu Yuhua                   |      | 6   |
| 29  | Maria Lucia Ratna Sulistya | 2190 | 6   |
| 30  | Bagyashree Sathe Thipsay   | 2175 | 5½  |
| 31  | Fliura Uskova              | 2260 | 5½  |
| 32  | Vera Jürgens               | 2350 | 5½  |
| 33  | Lisa Karlina Lumongdong    | 2080 | 5½  |
| 34  | Lindri Juni Wijayanti      | 2185 | 5½  |
| 35  | Viktoria Johansson         | 2155 | 5½  |
| 36  | Julia Tverskaya            | 2090 | 5   |
| 37  | Nava Starr                 | 2210 | 5   |
| 38  | Martina Holoubková         | 2235 | 4½  |
| 39  | Caroline Bijoux            |      | 2½  |

## Torneo de Candidatas
El torneo de candidatas se disputó mediante un todos contra todos en la ciudad de Tilburg entre el 10 y el 30 de septiembre de 1994 y con su final disputada en marzo de 1995 en San Petersburgo. Las dos primeras jugarían una final, donde la vencedora obtendría el derecho de retar a Xie Jun por el título mundial.
| pos.  | Nombre                     | Elo  | 1 | 2  | 3  | 4  | 5  | 6  | 7  | 8  | 9  | pts |
| ----- | -------------------------- | ---- | - | -- | -- | -- | -- | -- | -- | -- | -- | --- |
| 1.-2. | Polgár, Zsuzsa             | 2550 | ● | 1  | 1½ | 1½ | 2  | 1  | 1  | 1½ | 1  | 10½ |
| 1.-2. | Chiburdanidze, Maia        | 2505 | 1 | ●  | 1½ | ½  | 1½ | 1½ | 1  | 2  | 1½ | 10½ |
| 3.    | Cramling, Pia              | 2525 | ½ | ½  | ●  | 1  | 0  | 2  | 1½ | 1½ | 1½ | 8½  |
| 4.-5. | Galliamova-Ivanchuk, Alisa | 2475 | ½ | 1½ | 1  | ●  | 1  | ½  | 1  | ½  | 2  | 8   |
| 4.-5. | Marić, Alisa               | 2400 | 0 | ½  | 2  | 1  | ●  | 1  | 1  | 1  | 1½ | 8   |
| 6.    | Peng Zhaoqin               | 2370 | 1 | ½  | 0  | 1½ | 1  | ●  | 1  | 1½ | 1  | 7½  |
| 7.-8. | Ioseliani, Nana            | 2435 | 1 | 1  | ½  | 1  | 1  | 1  | ●  | 1  | ½  | 7   |
| 7.-8. | Foișor, Cristina           | 2405 | ½ | 0  | ½  | 1½ | 1  | ½  | 1  | ●  | 2  | 7   |
| 9.    | Arakhamia, Ketevan         | 2450 | 1 | ½  | ½  | 0  | ½  | 1  | 1½ | 0  | ●  | 5   |

### Final
| Nombre              | Elo  | 1 | 2 | 3 | 4 | 5 | 6 | 7 | 8 | 9 | 10 | pts |
| ------------------- | ---- | - | - | - | - | - | - | - | - | - | -- | --- |
| Polgár, Zsuzsa      | 2545 | ½ | ½ | 1 | 1 | ½ | 1 | 1 |   |   |    | 5½  |
| Chiburdanidze, Maia | 2520 | ½ | ½ | 0 | 0 | ½ | 0 | 0 |   |   |    | 1½  |